# مشتی اسماعیل
مشتی اسماعیل یک فیلم مستند به کارگردانی مهدی زمانپور کیاسری تولید سال ۱۳۹۱ است. زمانپور کیاسری با کارگردانی این مستند موفق به دریافت جایزهٔ سیمرغ بلورین بهترین کارگردانی از جشنواره فیلم فجر و بهترین فیلم میان مدت جشنواره ویزیون دو ریل سوئیس شد.

## دربارهٔ مستند
مستند نیمه بلند مشتی اسماعیل ساختهٔ مهدی زمانپور کیاسری ما را با شخصیتی به ظاهر معمولی آشنا می‌کند که هر چه بیشتر با او همراه می‌شویم، بیشتر تحسینش می‌کنیم و به سبب ویژگی‌هایش به او آفرین می‌گوییم.
سکانس آغازین عبور چکمه‌های ارزان قیمت مشتی اسماعیل از برف سنگین و معاملهٔ برنج و گردو به جای چکمه و مایحتاج خانه رفته رفته در نیمه‌های فیلم معنا می‌یابد و بر خلاف القای طبیعی و هوشمندانه آغاز فیلم، فیلمساز می‌خواهد از غنای مشتی اسماعیل و زندگی‌اش بگوید و نه فقر او، در حالی که در ابتدا شاید برعکس به نظر برسد.
کشاورزی که تنها پس از چند سکانس در می‌یابیم که نابیناست و با وجود نابینایی، شالی‌کاری است موفق که بعضاً کارهایی را انجام می‌دهد که افراد سالم از انجام آن عاجزند؛ مثل پسربچه‌ای چابک از درخت تنومند کهنسال گردو بالا می‌رود و گردو می‌چیند، آب راه‌ها را هموار می‌کند و نشتی‌های مسیر آبیاری را با کمک بقیه حواسش تعمیر می‌کند، سوزنی را که بینایان از نخ کردنش عاجزند نخ می‌کند، در انجام امور شخصی و منزل به کمک کسی متکی نیست و…
در این بین تصویر بدیع و تکان دهندهٔ مشتی اسماعیل با پشته‌ای از هیزم بر دوشش که خود آن را تهیه کرده، هنگامی که از پل باریک چوبی میان شالی‌کاری‌ها عبور می‌کند و بارها و بارها زمین‌می‌خورد و دوباره برمی‌خیزد از جمله تصاویر خوب مستند به حساب می‌آید که به‌طور معمول در مستندهای غیر خبری دیده نمی‌شد.

## جوایز
| سال  | جشنواره                     | بخش                    | نامزدی              | نتیجه | جایزه        | منبع  |
| ---- | --------------------------- | ---------------------- | ------------------- | ----- | ------------ | ----- |
| ۱۳۹۱ | سی و یکمین جشنواره فیلم فجر | بهترین کارگردانی مستند | مهدی زمان‌پور کیاسری | برنده | سیمرغ بلورین | [ ۲ ] |
| ۱۳۹۰ | دومین جشنواره فیلم عمار     | جایزه ویژه هیئت داوران | مهدی زمان‌پور کیاسری | برنده | فانوس بلورین | [ ۵ ] |

- بهترین فیلم میان مدت جشنواره ویزیون دو ریل سوئیس ۲۰۱۴[۱]
- جایزه ویژه هیئت داوران بخش بین المل و بهترین فیلم بخش ملی (چراغ راه) جشنواره فیلم کوتاه تهران ۲۰۱۱[۶]
- بهترین کارگردانی (بخش آزاد) جشنواره مستند سینما حقیقت ۲۰۱۱[۷]
- بهترین فیلم میان مدت جشنواره مستند سینما حقیقت ۲۰۱۱[۷]
- بهترین فیلم جشنواره فیلم دینی رویش ۲۰۱۱[۸]
- بهترین تصویربرداری جشنواره فیلم دینی رویش ۲۰۱۱[۸]
- بهترین تدوین جشنواره فیلم دینی رویش ۲۰۱۱[۸]
- جایزه ویژه هیئت داوران جشنواره فیلم سوره ۲۰۱۱
- بهترین فیلم کوتاه جشنواره اسماعیلیه مصر ۲۰۱۳[۹]
- جایزه ویژه هیئت داوران جشنوارهٔ فیلم الجزیره دوحه قطر ۲۰۱۲[۱۰]
- جایزه ویژه هیئت داوران جشنواره فیلم مذهب ایتالیا ۲۰۱۲[۱۱]
- بهترین فیلم هیئت داوران دانشکده هنر ترنتو جشنواره فیلم مذهب ایتالیا ۲۰۱۲[۱۲][۱۱]
- بهترین فیلم مستند هیئت داوران دانشگاه‌های ایتالیا جشنواره مد فیلم ایتالیا ۲۰۱۴[۱۳]
- تقدیرنامه ویژه هیئت داوران جشنواره فیلم مستند فلاهرتنیا روسیه ۲۰۱۴[۱۴]
- بهترین فیلم مردمی جشنواره فیلم مستند فلاهرتنیا روسیه ۲۰۱۴[۱۴]
- جایزه دوم جشنواره فیلم نهج کربلا ۲۰۱۵[۱۵]
- بهترین فیلم جشنواره فیلم میتینگ روسیه ۲۰۱۶[۱۶][۱۷]
- برنده جایزه بزرگ جشنواره مستند کوناکی قفقاز ۲۰۱۶[۱۸]
- بهترین فیلم مستند جشنواره فیلم اکوزین اسپانیا ۲۰۱۶[۱۹]
- جایزه دوم مستند جشنواره فیلم سلامت ۲۰۱۱
- جایزه دوم جشنواره فیلم مستند ۲۵ کربلا ۲۰۱۱
- بهترین فیلم جشنواره فیلم سیب ۲۰۱۱
- نامزد بهترین فیلم و بهترین تصویربرداری از جشنواره فیلم فجر ۲۰۱۱[۲]
- بهترین کارگردانی مشترک جشنواره فیلم رضوی ۲۰۱۱
- بهترین فیلم جشنواره شهید آوینی (بخش اشراق) ۲۰۱۱
- منتخب جشنواره فیلم پالم اسپرینگ آمریکا ۲۰۱۳[۲۰]
- و منتخب جشنواره‌های فرانسه، چین، هند، بلژیک، المان، بلغارستان، اقیانوسیه، استرالیا، روسیه، سنگاپور، آمریکا و …